# Erlebnisstraße der deutschen Einheit

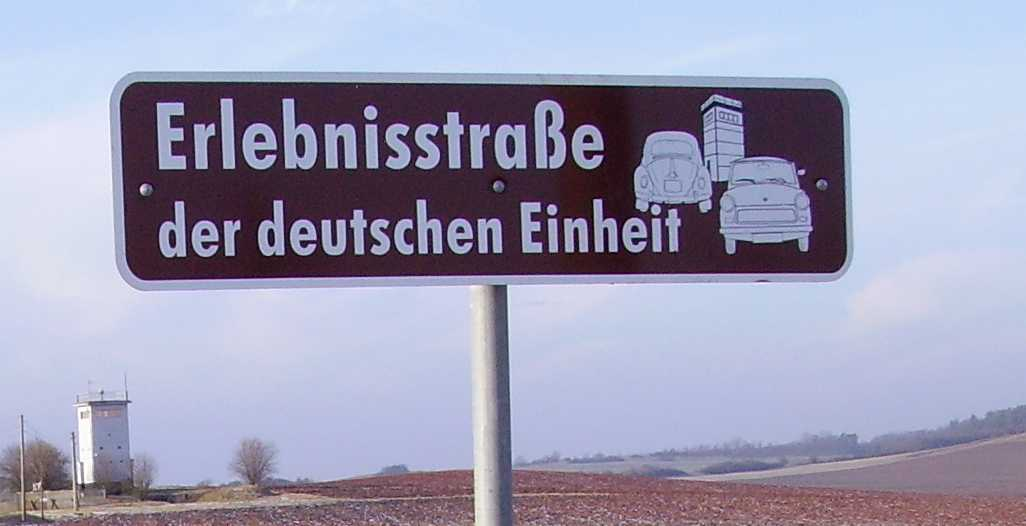
Hinweisschild an der Erlebnisstraße

Die Erlebnisstraße der deutschen Einheit (auch Straße der Mahnung und des Gedenkens) ist eine touristische und historische Strecke entlang der ehemaligen innerdeutschen Grenze. Sie soll der Mahnung und dem Gedenken an die deutsche Teilung dienen.

## Beschreibung
Die Erlebnisstraße verbindet die einst geteilten Kulturlandschaften in der ehemaligen Grenzregion und verläuft auf einer Strecke von rund 2.500 Kilometern abwechselnd auf ost- und westdeutschem Gebiet durch zehn Bundesländer.
An der Straße liegen 80 Grenzdenkmale, 25 Grenzlandmuseen (zum Beispiel das Deutsch-Deutsche Freilandmuseum) und Gedenkstätten zur innerdeutschen Grenze. Sie durchquert mehrmals das Grüne Band, einen einzigartigen Lebensraumverbund, der sich durch 17 Naturräume zieht. 150 Naturschutzgebiete grenzen an das Grüne Band. Sie beherbergen viele seltene Tier- und Pflanzenarten. 
Verwaltet wird die Erlebnisstraße der deutschen Einheit vom „Deutschen Kuratorium zur Förderung von Wissenschaft, Bildung und Kultur e. V. – Gestaltungsfonds deutsche Einheit.“

## Entstehungsgeschichte
Die Idee zur Erlebnisstraße, der Streckenverlauf und die touristische Beschreibung gehen auf die Familie Elke, Andreas und Manuel Erhard zurück, die 2004 unter anderem für diese Initiative den Bürgerpreis zur Deutschen Einheit erhielt.
Am  9. Mai 2004 erfolgte die Einweihung durch den Thüringer Kultusminister Michael Krapp an der thüringisch-bayerischen Landesgrenze im früheren Grenzabschnitt 44.

## Streckenverlauf
Die Erlebnisstraße der deutschen Einheit gilt als geschlossene touristische Straße, sie kann in Teilrouten oder als Gesamtstrecke befahren werden. 
Der Streckenverlauf verläuft entlang der ehemaligen innerdeutschen Grenze, des früheren Grenzverlaufs in Berlin und der damaligen Transitautobahn.
Sie durchläuft die Grenzregionen der Bundesländer Bayern, Thüringen, Hessen, Niedersachsen, Sachsen-Anhalt, Brandenburg, Berlin, Schleswig-Holstein, Mecklenburg-Vorpommern und Sachsen.

## Liste der Länder und Landkreise an der Erlebnisstraße
Freistaat Bayern
Landkreis Rhön-Grabfeld
Landkreis Coburg
Landkreis Kronach
Landkreis Hof
Land Berlin
Berlin
Land Brandenburg
Landkreis Prignitz
Landkreis Oberhavel mit Potsdam
Landkreis Potsdam-Mittelmark
Land Hessen
Landkreis Fulda
Landkreis Hersfeld-Rotenburg
Werra-Meißner-Kreis
Land Mecklenburg-Vorpommern
Landkreis Ludwigslust-Parchim
Landkreis Nordwestmecklenburg
Land Niedersachsen
Landkreis Gifhorn
Landkreis Göttingen
Freistaat Sachsen
Vogtlandkreis
Land Sachsen-Anhalt
Landkreis Harz
Landkreis Börde
Altmarkkreis Salzwedel
Landkreis Stendal
Land Schleswig-Holstein
Kreis Herzogtum Lauenburg
Freistaat Thüringen
Landkreis Schmalkalden-Meiningen mit den Grenzanlagen Behrungen
Wartburgkreis mit Eisenach
Unstrut-Hainich-Kreis
Landkreis Eichsfeld
Landkreis Nordhausen
Saale-Orla-Kreis
Landkreis Saalfeld-Rudolstadt
Landkreis Sonneberg
Landkreis Hildburghausen
In den vorgenannten Landkreisen und kreisfreien Städten werden Grenzdenkmale, Grenzlandmuseen und Erinnerungsstätten, die im Bezug zur deutschen Teilung und zur Einheit Deutschlands stehen, tangiert.